# 프레디의 피자가게: 시큐리티 브리치
프레디의 피자가게: 시큐리티 브리치는 2021년 스콧게임즈가 개발한 공포 게임이다. 프레디의 피자가게 AR: 스페셜 딜리버리의 후속작이다. 스토리는 그레고리가 메가피자플렉스에 들어가 6시까지 생존하고, 글램록 프레디를 업그레이드하여 탈출하는 내용이다. 무조건 탈출하지 않고 남아서 더 조사하고 다른 엔딩을 볼수있다.

## DLC 루인
2023년 7월 25일에 출시한 DLC 버전이다. DLC에서는 그레고리 대신 캐시가 나온다.

## 캐릭터

### 프레디의 피자가게: 시큐리티 브리치
- 글램록 프레디 (Glamrock Freddy)
- 글램록 치카 (Glamrock Chica)
- 록산느 울프 (Roxanne Wolf)
- 몽고메리 게이터 (Montgomery Gator)
- 그레고리 (Gregory)
- 바네사 (Vanessa)
- 바니 (Vanny)
- DJ 뮤직맨 (DJ Music Man)
- 스태프 봇들 (S.T.A.F.F. Bot)
- 썬 (Sun)
- 문 (Moon)
- 블롭 (The Blob)
- 번트랩 (Burntrap)
- 글램록 미스터 히포 (Glamrock Mr. Hippo)

### 프레디의 피자가게: 시큐리티 브리치 DLC 루인
- 망가진 글램록 프레디 (Ruined Glamrock Freddy)
- 망가진 글램록 치카 (Ruined Glamrock Chica)
- 망가진 록산느 울프 (Ruined Roxanne Wolf)
- 망가진 몽고메리 게이터 (Ruined Montgomery Gator)
- 망가진 썬 (Ruined Sun)
- 망가진 문 (Ruined Moon)
- 월식 (Eclipse)
- 캐시 (Cassie)
- 파손된 글램록 보니 (Shattered Glamrock Bonnie)
- 더 미믹(THE Mimic)